# Motteggiana
Motteggiana (Munticìana o Moteciàna in dialetto basso mantovano) è un comune italiano di 2 411 abitanti della provincia di Mantova in Lombardia.
Tutto il territorio comunale ha come confine naturale due fiumi: il fiume Po e il canale Zara.

## Origini del nome
Il nome di Motteggiana deriva dal latino monticula, piccoli dossi. 
Il nome attuale venne adottato nel 1867 subito dopo la conquista italiana. Fino ad allora il territorio era chiamato "Borgoforte a destra del Po".
Infatti il corso dei fiumi era notevolmente mutato nei lunghi secoli dalla tarda antichità al Medioevo: tanto quello del Po, sospinto verso nord dalle alluvioni appenniniche, quanto quello dell'Oglio, il cui antico corso terminale corrispondeva in passato a quello del canale Zara, oggi confine meridionale dell'abitato, e si spingeva fino a Governolo, dove oggi sfocia il Mincio, e si reincontrava il corso originario del Po.

## Storia
Ai tempi del Ducato di Mantova, il paese era sottoposto all'amministrazione civile del comune di Borgoforte, seppur facendo parte della circoscrizione giudiziaria dell'Oltrepò mantovano. L'opera riformatrice e standardizzatrice dell'imperatrice Maria Teresa prevedeva tuttavia il superamento di simili divergenze gestionali a favore di un ordinato modello di gerarchia piramidale, e quindi nel 1773 venne decretata la creazione del comune di "Borgoforte a destra del Po" sottoposto in toto al distretto legale di Suzzara.
Nel 1866, il territorio di Motteggiana fu interessato da un evento marginale della Terza guerra d'indipendenza. In quel periodo, gli Austriaci del Regno Lombardo-Veneto, per difendere da Sud la linea Mantova-Verona da un eventuale attacco degli Italiani, avevano costruito quattro forti a cavallo del Po, presso Borgoforte. Di queste fortificazioni, tre erano ubicate a Nord del fiume (Forte di Bocca di Ganda, Forte Rocchetta, sull'argine Po che conduce all'odierna frazione di Scorzarolo e il Forte Centrale, detto Forte di Borgoforte) e una sulla riva destra del Po, il Forte Noyon presso Motteggiana.
 
Nella seconda fase della guerra, il generale Cialdini pose sotto assedio la “testa di ponte” del Forte di Motteggiana e il 5 luglio iniziò il cannoneggiamento, che si protrasse fino alla notte tra 17 e il 18 luglio, quando gli Austriaci abbandonarono furtivamente il Forte danneggiato e si ritirarono a Mantova. Nel frattempo la guerra si era spostata e proseguiva in Veneto e in Friuli.
La parte centrale del Forte austriaco di Motteggiana, è visibile ancora oggi; nel 1873 fu usato come “rampa di accesso” all'argine del Po, dalla nuova ferrovia Modena-Suzzara-Mantova. 
Nel 1887, presso l'incrocio di Sailetto, fu eretto un monumento (tuttora presente) per ricordare questo episodio, quasi dimenticato, del Risorgimento italiano.

### Simboli
Lo stemma e Il gonfalone sono stati concessi con decreto del presidente della Repubblica del 17 gennaio 2000.
Il monte all’italiana, allude al “monticiano” del toponimo, sovrastato dall'aquila nera dei Gonzaga con il loro motto latino, tratto dal versetto 6 del Salmo 138.
Il gonfalone è un drappo di rosso.

## Monumenti e luoghi d'interesse
- Corte Ghirardina, opera di Luca Fancelli, 1470.

## Società

### Evoluzione demografica
Abitanti censiti

## Amministrazione

### Gemellaggi
- Tur'an, dal 2012[13]